# Manto de gelo da Antártida Oriental
O manto de gelo da Antártida Oriental (EAIS) fica entre 45° oeste e 168° leste longitudinalmente. Foi formado pela primeira vez há cerca de 34 milhões de anos, e é o maior manto de gelo de todo o planeta, com volume muito maior do que o manto de gelo da Groenlândia ou o manto de gelo da Antártida Ocidental (WAIS), do qual é separado pelas montanhas transantárticas. O manto de gelo tem cerca de 2,2 km de espessura em média e 4.897 m em seu ponto mais espesso. Ele também abriga o Polo Sul geográfico, o Polo Sul magnético e a Estação Polo Sul Amundsen-Scott.
A superfície do EAIS é o lugar mais seco, com mais vento e mais frio da Terra. A falta de umidade no ar, o alto albedo da neve e a elevação consistente da superfície resultam nos registros de temperatura fria de quase -100 °C. É o único lugar na Terra frio o suficiente para que a inversão da temperatura atmosférica ocorra de forma consistente. Ou seja, embora a atmosfera normalmente seja mais quente perto da superfície e se torne mais fria em altitudes maiores, a atmosfera durante o inverno antártico é mais fria na superfície do que em suas camadas intermediárias. Consequentemente, os gases de efeito estufa, na verdade, prendem o calor na atmosfera média e reduzem seu fluxo em direção à superfície enquanto a inversão de temperatura perdura.
Devido a esses fatores, a Antártida Oriental passou por um leve resfriamento durante décadas, enquanto o resto do mundo se aquecia como resultado da mudança climática. O aquecimento claro sobre a Antártida Oriental só começou a ocorrer a partir do ano 2000 e não foi detectado de forma conclusiva até a década de 2020. No início dos anos 2000, o resfriamento sobre a Antártida Oriental superando aparentemente o aquecimento sobre o restante do continente foi frequentemente mal interpretado pela mídia e ocasionalmente usado como argumento para a negação da mudança climática. Depois de 2009, melhorias no  registro instrumental de temperatura da Antártida comprovaram que o aquecimento sobre a Antártida Ocidental resultou em um aquecimento líquido consistente em todo o continente desde 1957.
Como o manto de gelo da Antártida Oriental quase não aqueceu, ele continua acumulando gelo, em média. Por exemplo, os dados do satélite GRACE indicaram um ganho de massa na Antártida Oriental de 60 ± 13 bilhões de toneladas por ano entre 2002 e 2010. É mais provável que primeiro haja perdas sustentadas de gelo em seus locais mais vulneráveis, como a  geleira Totten e a Bacia de Wilkes [en]. Essas áreas são, às vezes, descritas coletivamente como bacias subglaciais da Antártida Oriental, e acredita-se que, quando o aquecimento atingir cerca de 3 °C, elas começarão a entrar em colapso em um período de cerca de 2.000 anos. Esse colapso acabaria adicionando entre 1,4 m e 6. 4 m ao nível do mar, dependendo do modelo de manto de gelo utilizado. O EAIS como um todo possui gelo suficiente para elevar o nível global do mar em 53,3 m. No entanto, seria necessário um aquecimento global em uma faixa entre 5 °C e 10 °C e um mínimo de 10.000 anos para que todo o manto de gelo fosse perdido.

## Descrição

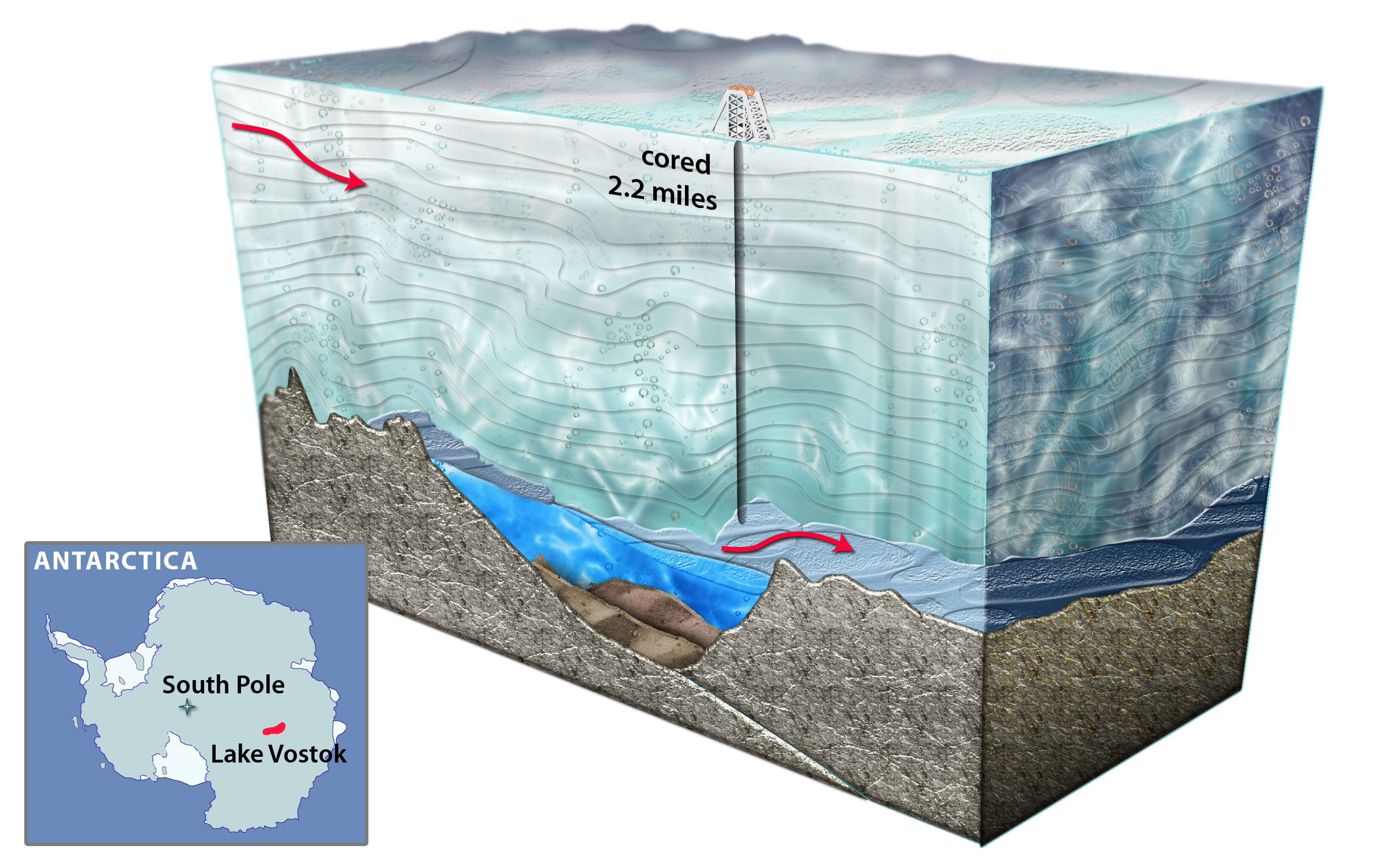
Localização e diagrama do Lago Vostok, um lago subglacial proeminente sob o manto de gelo da Antártida Oriental.

O manto de gelo da Antártida Oriental está localizado diretamente acima do Escudo Antártico Oriental - um cráton (área estável da crosta terrestre) com uma área de 10.200.000 km², que representa cerca de 73% de toda a massa de terra da Antártida. A Antártida Oriental é separada da Antártida Ocidental devido à presença das Montanhas Transantárticas, que se estendem por quase 3.500 km do Mar de Weddell ao Mar de Ross e têm uma largura de 100 a 300 km.
O manto de gelo tem uma espessura média de cerca de 2,2 km. O gelo mais espesso da Antártida está localizado próximo à Terra de Adélie, perto da costa sudeste do manto de gelo, na Bacia Subglacial Astrolabe, onde media 4.897 m em 2013. Grande parte do manto de gelo já está localizada em uma altitude elevada: em particular, o planalto do Domo Argus [en] tem uma altura média de cerca de 4 km e, ainda assim, é sustentado pela Cordilheira de Gamburtsev, que tem uma altura média de 2,7 km e é equivalente em tamanho aos Alpes europeus. Consequentemente, a espessura do gelo sobre essas montanhas varia de cerca de 1 km sobre seus picos a cerca de 3 km sobre os vales.

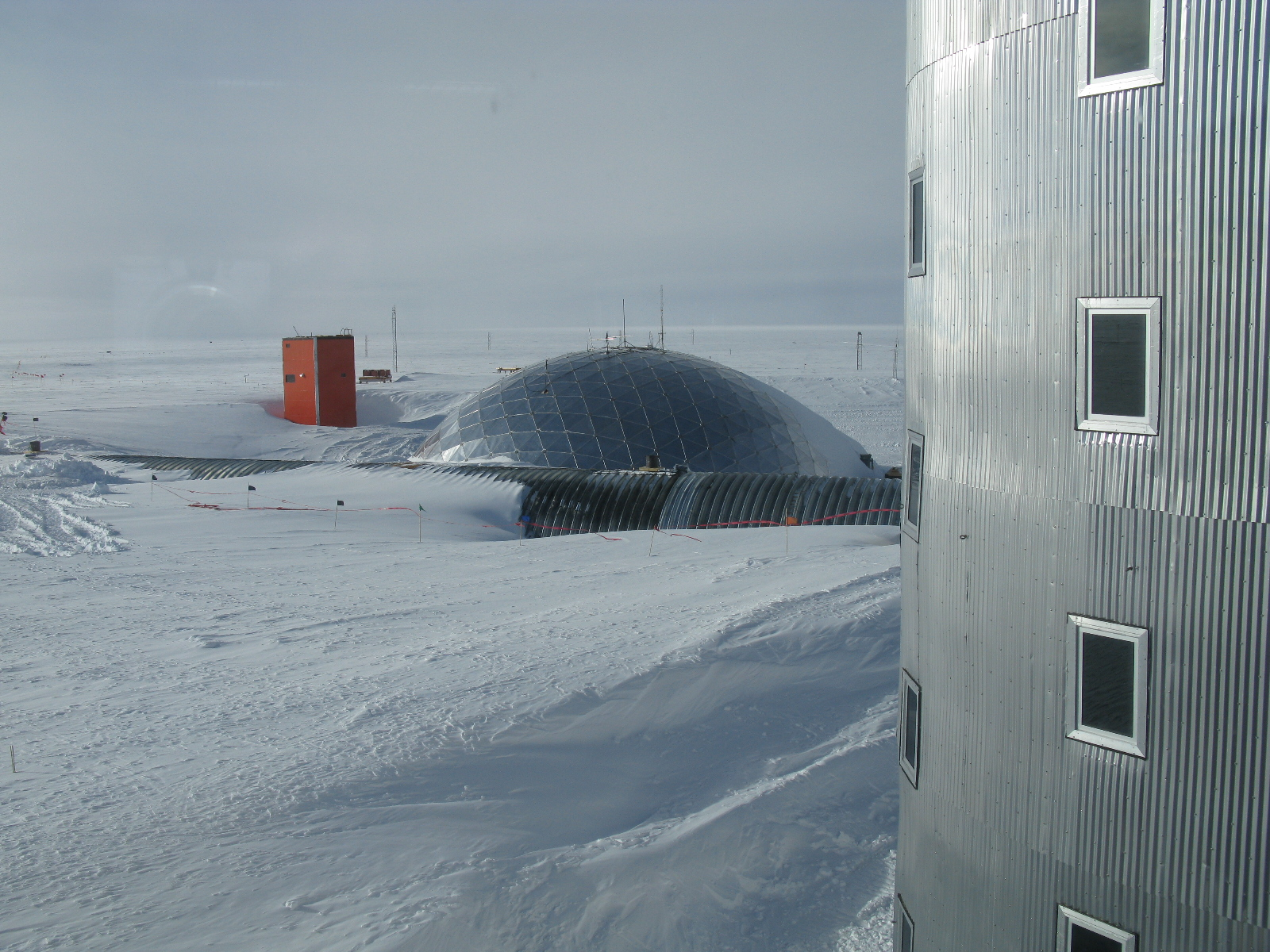
Estação de pesquisa do Polo Sul.

Essas altas elevações são um importante motivo pelo qual a camada de gelo é o lugar mais seco, ventoso e frio da Terra. O domo A, em particular, estabelece registros de temperaturas frias de quase -100 °C. As únicas áreas sem gelo da Antártida Oriental são aquelas em que há pouca precipitação anual para formar uma camada de gelo, como é o caso dos chamados Vales Secos de McMurdo da Terra Victoria do Sul. Outra exceção são os lagos subglaciais, que ocorrem tão profundamente sob o gelo que o ponto de fusão por pressão está bem abaixo de 0 °C.
Muitos países fizeram reivindicações territoriais na Antártida. Dentro do EAIS, o Reino Unido, a França, a Noruega, a Austrália, o Chile e a Argentina reivindicam uma parte (às vezes sobreposta) como seu próprio território.

## História geológica

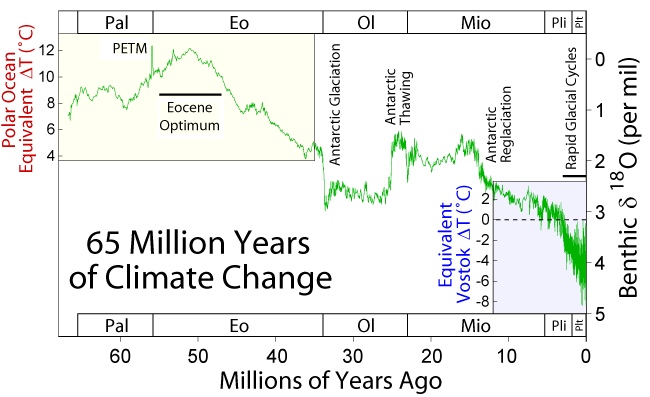
Mudanças na temperatura climática polar ao longo do Cenozoico, mostrando a glaciação da Antártida no final do Eoceno, o degelo próximo ao final do Oligoceno e a subsequente re-glaciação no Mioceno.

Embora se saiba que geleiras e calotas de gelo relativamente pequenas estejam presentes na Antártida desde, pelo menos, a época do Paleoceno Tardio, há 60 milhões de anos, uma camada de gelo propriamente dita não começou a se formar até o evento de extinção Eoceno-Oligoceno [en], há cerca de 34 milhões de anos, quando os níveis de CO₂ atmosférico caíram para menos de 750 partes por milhão. Inicialmente, ela era instável e não cresceu para cobrir consistentemente todo o continente até 32,8 milhões de anos atrás, quando os níveis de CO₂ haviam caído ainda mais para menos de 600 ppm.
Depois disso, o manto de gelo da Antártida Oriental diminuiu substancialmente durante o Ótimo Climático do Mioceno Médio [en], há 15 milhões de anos, mas começou a se recuperar há cerca de 13,96 milhões de anos. Desde então, ele permaneceu praticamente estável, sofrendo alterações “mínimas” na extensão de sua superfície nos últimos 8 milhões de anos. Embora tenha diminuído em pelo menos 500 m durante o período Pleistoceno e em menos de 50 m desde o Último Máximo Glacial, a área de terra coberta por gelo na Antártida Oriental permaneceu praticamente a mesma. Em contraste, acredita-se que a camada de gelo menor da Antártida Ocidental tenha entrado em colapso em grande parte recentemente, durante o período Eemiano, há cerca de 125.000 anos.

## Mudanças climáticas recentes

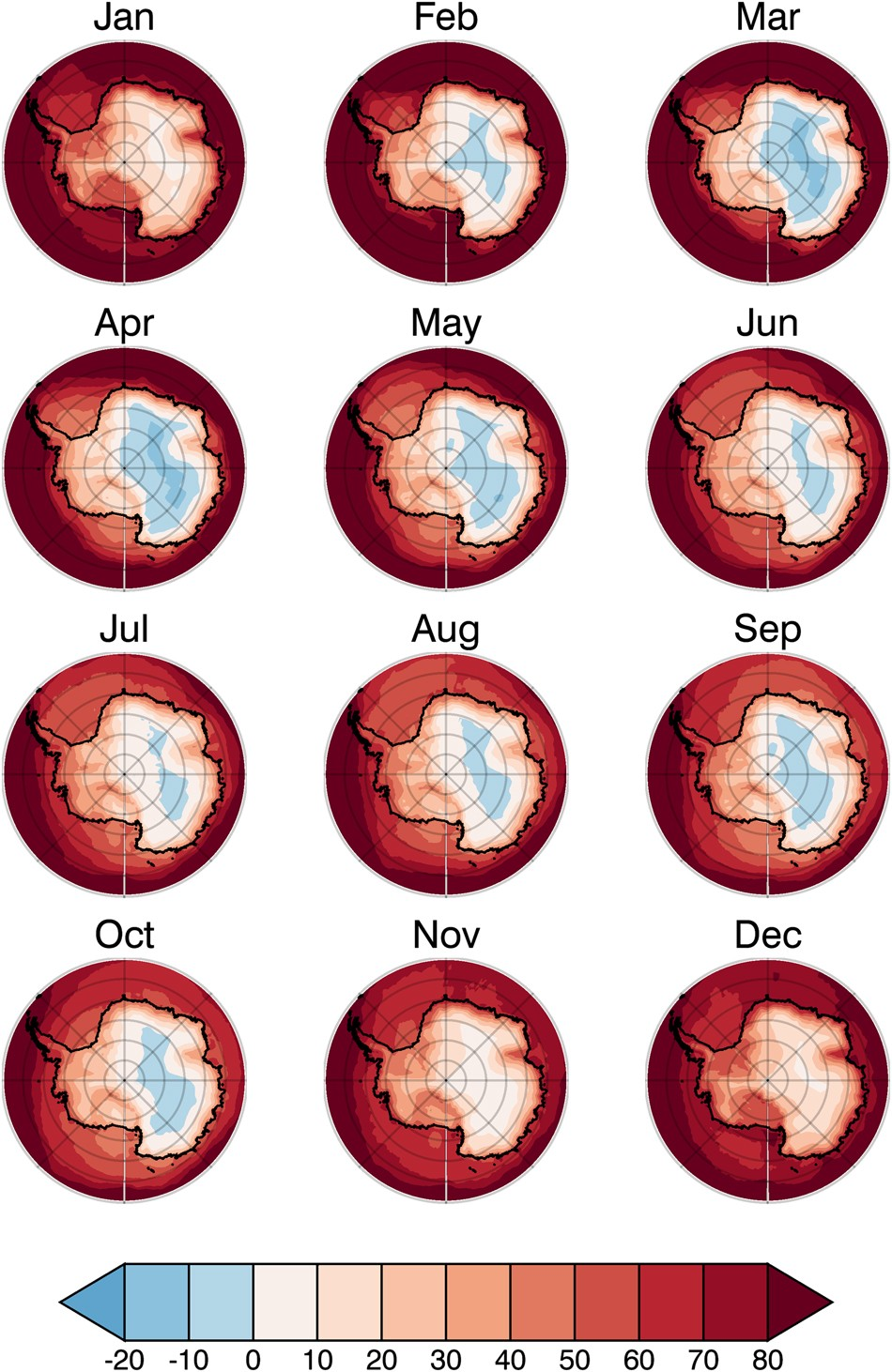
Partes do leste da Antártida (marcadas em azul) são atualmente o único lugar na Terra que experimenta regularmente um efeito estufa negativo. Em níveis maiores de aquecimento, esse efeito provavelmente desaparecerá devido ao aumento das concentrações de vapor de água sobre a Antártida.

A Antártida, em sua totalidade, tem baixa sensibilidade à mudança climática porque é cercada pelo Oceano Antártico, que é mais eficaz na absorção de calor do que qualquer outro oceano devido às correntes da circulação de revolvimento do Oceano Antártico [en], quantidades muito baixas de vapor d'água (que conduz o calor pela atmosfera) e devido ao alto albedo (refletividade) de sua superfície gelada e do gelo marinho circundante. Esses fatores fazem da Antártida o continente mais frio, e a Antártida Oriental é ainda mais fria do que a Antártida Ocidental, porque está localizada em uma elevação substancialmente maior. Assim, é o único lugar na Terra frio o suficiente para que a inversão da temperatura atmosférica ocorra todos os invernos. Embora a atmosfera na Terra seja mais quente perto da superfície e se torne mais fria à medida que a elevação aumenta, a inversão de temperatura durante o inverno antártico resulta em camadas intermediárias da atmosfera mais quentes do que a superfície.
Isso leva ao efeito estufa negativo em escala local, em que os gases de efeito estufa retêm o calor na atmosfera média e reduzem seu fluxo em direção à superfície e ao espaço, enquanto normalmente impedem o fluxo de calor da atmosfera inferior e em direção ao espaço. Esse efeito dura até o final do inverno antártico. Consequentemente, a Antártida Oriental sofreu um resfriamento nas décadas de 1980 e 1990, mesmo quando o resto da Terra estava aquecendo. Por exemplo, entre 1986 e 2006, houve um resfriamento de 0,7 °C por década na estação do Lago Hoare [en] nos Vales Secos de McMurdo. Um artigo de 2002 de Peter Doran sugeriu que o resfriamento da Antártida Oriental superou o aquecimento do restante do continente. Embora o artigo tenha estimado que cerca de 42% da área Antártida estivesse aquecendo, ele foi erroneamente descrito por muitos meios de comunicação como prova de que não havia aquecimento na Antártida. Em 2004, o autor Michael Crichton usou esse resfriamento como um de seus argumentos para negar a mudança climática em seu romance Estado de Medo [en].  Primeiro outros cientistas e depois o próprio Peter Doran tiveram que desmentir as afirmações do livro.

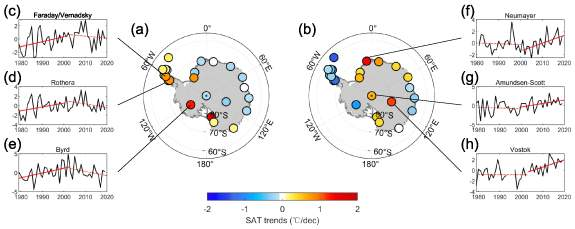
A Antártida Oriental demonstrou resfriamento nas décadas de 1980 e 1990, mesmo com o aquecimento da Antártida Ocidental (lado esquerdo). As mudanças nos padrões atmosféricos reverteram a tendência nas décadas de 2000 e 2010 (lado direito)

Em 2009, foi demonstrado que o lençol de gelo da Antártida Ocidental aqueceu mais de 0,1 °C/década desde a década de 1950, resultando em uma tendência de aquecimento estatisticamente significativa em toda a Antártida de >0,05 °C/década desde 1957. Pesquisas posteriores descobriram que, após 2000, o aquecimento das localidades da Antártida Ocidental diminuiu ou foi parcialmente revertido entre 2000 e 2020, enquanto o interior da Antártida Oriental demonstrou um claro aquecimento. Isso aconteceu devido às mudanças locais no Modo Anular do Sul, o padrão de variabilidade climática dominante sobre a Antártida. Algumas dessas mudanças foram causadas pelo início da recuperação da camada de ozônio após o Protocolo de Montreal.

Vista aérea dos fluxos de gelo na Geleira Denman, uma das poucas geleiras na Antártida Oriental que se sabe estar perdendo massa.

O aquecimento limitado e as temperaturas já baixas sobre a Antártida Oriental significam que, no início da década de 2020, a maioria das evidências observacionais mostra que ela continua a ganhar volume. Algumas análises sugeriram que ela já começou a perder volume na década de 2000, mas elas extrapolaram demais algumas perdas observadas para as áreas pouco observadas, e um registro observacional mais completo mostra um ganho contínuo de volume. Como está ganhando volume atualmente, não se espera que o manto de gelo da Antártida Oriental desempenhe um papel no aumento do nível do mar no século XXI. Entretanto, ele ainda está sujeito a mudanças adversas, como o recuo da  Geleira Denman, ou o fluxo de correntes oceânicas mais quentes para as cavidades de gelo abaixo das plataformas de gelo estabilizadoras, como a plataforma de gelo Fimbulisen na Terra da Rainha Maud.

## Perspectivas de longo prazo

Se os países reduzirem significativamente as emissões de gases de efeito estufa (traço mais baixo), o aumento do nível do mar até 2100 poderá ser limitado a 0,3-0,6 m. Se as emissões se acelerarem rapidamente (traço superior), o nível do mar poderá subir 5 m até 2300. Isso envolveria a perda de gelo do EAIS.

Se o aquecimento global atingir níveis mais altos, o EAIS desempenhará um papel cada vez maior no aumento do nível do mar após 2100. De acordo com os relatórios mais recentes do Painel Intergovernamental sobre Mudanças Climáticas (SROCC [en] e o Sexto Relatório de Avaliação do IPCC), o cenário de alterações climáticas mais intenso, em que as emissões antropogênicas aumentam continuamente, RCP8.5 [en], resultaria na perda de uma média de 1,46 m somente na Antártida (intervalo de confiança entre 60 cm e 2,89 m até 2300, o que envolveria alguma perda do EAIS além da erosão do WAIS. Esse aumento do nível do mar somente na Antártida se somaria às perdas de gelo do manto de gelo da Groenlândia e das geleiras das montanhas, bem como à expansão térmica da água do oceano. Se o aquecimento permanecer em níveis elevados por muito tempo, o manto de gelo da Antártida Oriental acabaria se tornando o principal contribuinte para o aumento do nível do mar, simplesmente porque contém a maior quantidade de gelo.
A perda sustentada de gelo do EAIS começaria com a erosão significativa das chamadas bacias subglaciais, como a geleira Totten e a Bacia de Wilkes, que estão localizadas em locais vulneráveis abaixo do nível do mar. Evidências do Pleistoceno mostram que a Bacia de Wilkes provavelmente perdeu gelo suficiente para acrescentar 0,5 m ao nível do mar entre 115.000 e 129.000 anos atrás, durante o Eemiano, e cerca de 0,9 m entre 318.000 e 339.000 anos atrás, durante o Estágio Isotópico 9 [en]. Nem Wilkes nem as outras bacias subglaciais foram totalmente perdidas, mas as estimativas sugerem que elas estariam comprometidas com o desaparecimento quando o aquecimento global atingisse 3 °C - a faixa de temperatura plausível está entre 2 °C e 6 °C. Em seguida, as bacias subglaciais entrariam em colapso gradual em um período de cerca de 2.000 anos, embora possa ser tão rápido quanto 500 anos ou tão lento quanto 10.000 anos. Sua perda acabaria por acrescentar entre 1,4 m e 6,4 m ao nível do mar, dependendo do modelo de manto de gelo usado. A recuperação isostática da terra recém-livre de gelo também acrescentaria 8 cm e 57 cm, respectivamente.

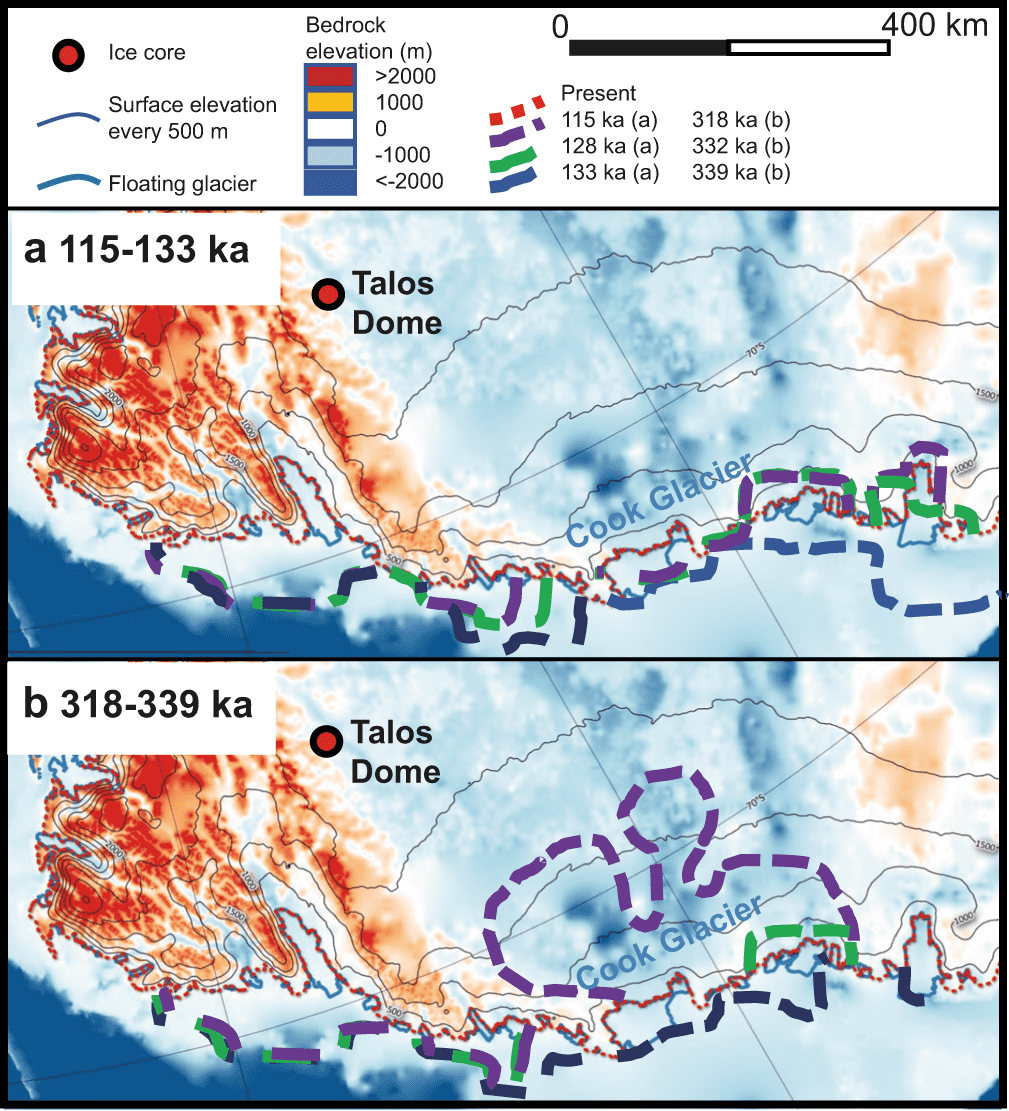
Recuo da en - uma parte importante da bacia de Wilkes - durante o Eemiano, há cerca de 120.000 anos, e um interglacial Pleistoceno anterior, há cerca de 330.000 anos. Esses recuos teriam acrescentado cerca de 0,5 m e 0,9 m ao aumento do nível do mar.

Todo o manto de gelo da Antártida Oriental contém gelo suficiente para elevar o nível global do mar em 53,3 m. Seu derretimento completo também é possível, mas exigiria um aquecimento muito alto e muito tempo: Em 2022, uma extensa avaliação dos pontos de inflexão no sistema climático publicada na Science concluiu que a camada de gelo levaria no mínimo 10.000 anos para derreter completamente. É muito provável que ele esteja comprometido com o desaparecimento completo somente quando o aquecimento global atingir cerca de 7,5 °C, com o intervalo mínimo e máximo entre 5 °C e 10 °C. Outra estimativa sugeriu que seriam necessários pelo menos 6 °C para derreter dois terços de seu volume.
Se toda a camada de gelo desaparecesse, a mudança no feedback do albedo do gelo [en] aumentaria a temperatura global em 0,6 °C, enquanto as temperaturas regionais aumentariam em cerca de 2 °C. Somente a perda das bacias subglaciais acrescentaria apenas cerca de 0,05 °C às temperaturas globais devido à sua área relativamente limitada e a um impacto correspondentemente baixo no albedo global.